# حسینیه و میدان وقت و ساعت و نخل

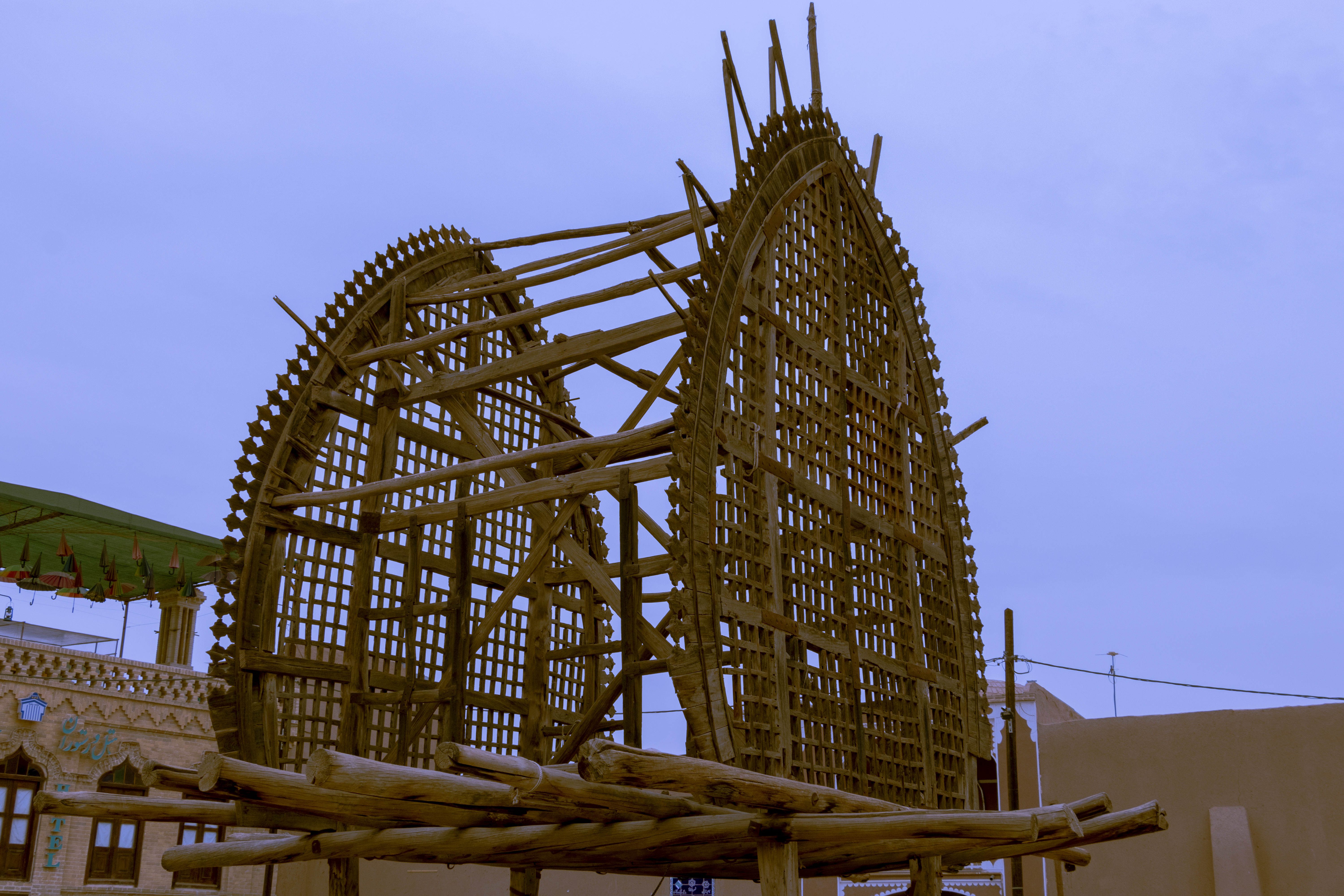
نخل یزد

حسینیه و میدان وقت وساعت ونخل مربوط به دوره قاجار است و در یزد، خیابان مسجدجامع واقع شده و این اثر در تاریخ ۲۵ اسفند ۱۳۷۸ با شمارهٔ ثبت ۲۶۵۶ به‌عنوان یکی از آثار ملی ایران به ثبت رسیده‌است.
میدان وقت و ساعت از جمله بناهای شگفت‌انگیز که در کتاب تاریخ یزد نگاشته جعفر محمد جعفری از رجال قرن نهم هجری قمری از آن یاد شده برجی بوده که ساعات شب و روز را با صدای زنگ و همچنین آوای خروس و روشن و خاموش شدن چراغ، مشخص می‌کرده‌است.
بنای این برج، در آن روزگار که هنوز ساعت اختراع نشده بود، نشان می‌دهد که سازنده آن با وسایل ابتدایی در پرتو هوش و فراست و ابتکار، دستگاهی می‌سازد، که از هر لحاظ با مقایسه با ساعت‌های امروز که با بهره‌گیری از آخرین پدیده‌های علمی و صنعتی ساخته می‌شود، دست کمی نداشته‌است.
این بنا، در محله وقت و ساعت امروزی واقع بوده و شهرت این محله به وقت و ساعت به واسطه همین برج است که متعلق به رصدی بوده‌است. متأسفانه از رصد اکنون فقط گنبدی برجاست که زیارتگاه شده‌است.
این رصد به وسیله سید رکن الدین محمد قاضی (متوفی در سال ۷۳۲ ه‍.ق) ساخته شده که در عهد خود از رجال بزرگ و معتبر شهر یزد بوده و آثار و عمارات متعدد در آن شهر ایجاد کرده‌است. اکنون قبر سید رکن الدین در شهر یزد از زیارتگاه‌های مشهور است. مهمترین بنایی که از وی در تواریخ ذکر می‌شود، مدرسه و رصد و مسجدجامع یزد است.